# Огарёвка (Лопатинский район)
Огарёвка — село в Лопатинском районе Пензенской области России. Входит в состав Даниловского сельсовета.

## География
Село находится в юго-восточной части Пензенской области, в пределах Приволжской возвышенности, в лесостепной зоне, на берегах реки Чернавки, на расстоянии примерно 29 километров (по прямой) к юго-западу от села Лопатина, административного центра района. Абсолютная высота — 225 метров над уровнем моря.

### Климат
Климат характеризуется как умеренно континентальный, с тёплым летом и умеренно холодной зимой. Средняя температура воздуха самого холодного месяца (января) составляет −13,2 °C; самого тёплого месяца (июля) — 20 °C. Продолжительность периодов с температурой выше 0 °C — 208 дней, выше 5 °C — 170 дней, выше 10 °C — 136 дней. Годовое количество атмосферных осадков — 420—470 мм, из которых большая часть выпадает в тёплый период. Снежный покров держится в течение 131 дня.

### Часовой пояс
Село Огарёвка, как и вся Пензенская область, находится в часовой зоне МСК (московское время). Смещение применяемого времени относительно UTC составляет +3:00.

## Население
| 1795 | 1859  | 1877  | 1884  | 1911  | 1914  | 1921  |
| ---- | ----- | ----- | ----- | ----- | ----- | ----- |
| 798  | ↗1080 | ↗1131 | ↘1100 | ↗1462 | ↘1460 | ↗1638 |
| 1939 | 1959  | 1979  | 1989  | 1996  | 2002  | 2010  |
| ↘673 | ↘595  | ↘398  | ↘350  | ↘334  | ↘285  | ↘278  |

### Национальный состав
Согласно результатам переписи 2002 года, в национальной структуре населения русские составляли 90 %.